# العلاقات البوسنية السلوفينية
العلاقات البوسنية السلوفينية هي العلاقات الثنائية التي تجمع بين البوسنة والهرسك وسلوفينيا.

## مقارنة بين البلدين
هذه مقارنة عامة ومرجعية للدولتين:
| وجه المقارنة                                              | البوسنة والهرسك                                             | سلوفينيا                                                      |
| --------------------------------------------------------- | ----------------------------------------------------------- | ------------------------------------------------------------- |
| المساحة (كم2)                                             | 51.20 ألف                                                   | 20.27 ألف                                                     |
| عدد السكان (نسمة)                                         | 3.51 مليون                                                  | 2.07 مليون                                                    |
| الكثافة السكانية (ن./كم²)                                 | 68.55                                                       | 102.12                                                        |
| العاصمة                                                   | سراييفو                                                     | ليوبليانا                                                     |
| اللغة الرسمية                                             | اللغة البوسنوية، اللغة الكرواتية، اللغة الصربية             | اللغة السلوفينية، اللغة الإيطالية، لغة مجرية                  |
| العملة                                                    | مارك بوسني                                                  | يورو، تولار سلوفيني                                           |
| الناتج المحلي الإجمالي (بليون دولار)                      | 18.17 مليار                                                 | 48.77 مليار                                                   |
| الناتج المحلي الإجمالي (تعادل القوة الشرائية) بليون دولار | 41.35 مليار                                                 | 66.01 مليار                                                   |
| الناتج المحلي الإجمالي الاسمي للفرد دولار أمريكي          | 4.25 ألف                                                    | 20.73 ألف                                                     |
| الناتج المحلي الإجمالي للفرد دولار أمريكي                 | 10.43 ألف                                                   | 30.40 ألف                                                     |
| مؤشر التنمية البشرية                                      | 0.733                                                       | 0.880                                                         |
| رمز المكالمات الدولي                                      | +387                                                        | +386                                                          |
| رمز الإنترنت                                              | .ba                                                         | .si                                                           |
| المنطقة الزمنية                                           | توقيت وسط أوروبا، ت ع م+01:00، ت ع م+02:00، أوروبا/سراييفو ‏ | توقيت وسط أوروبا، ت ع م+01:00، ت ع م+02:00، أوروبا/ليوبليانا ‏ |

## مدن متوأمة
في ما يلي قائمة باتفاقيات التوأمة بين مدن بوسنية وسلوفينية:
- ترتبط بانيا لوكا مع كراني باتفاقية توأمة منذ 2010.[15][15][15][15]
- ترتبط دوبوي مع تسليه باتفاقية توأمة.
- ترتبط بيخاتش مع نوفو ميتسو باتفاقية توأمة منذ 2018.[16]
- ترتبط سراييفو مع ليوبليانا باتفاقية توأمة منذ 1972.

## منظمات دولية مشتركة
يشترك البلدان في عضوية مجموعة من المنظمات الدولية، منها:
| علم المنظمة | اسم المنظمة                               | تاريخ انضمام البوسنة والهرسك | تاريخ انضمام سلوفينيا |
| ----------- | ----------------------------------------- | ---------------------------- | --------------------- |
|             | مؤسسة التنمية الدولية                     | 25 فبراير 1993               | 25 فبراير 1993        |
|             | يونسكو                                    | 2 يونيو 1993                 | 27 مايو 1992          |
|             | وكالة ضمان الاستثمار متعدد الأطراف        | 19 مارس 1993                 | 19 مارس 1993          |
|             | مجلس أوروبا                               | 24 أبريل 2002                | ?                     |
|             | الأمم المتحدة                             | 22 مايو 1992                 | 22 مايو 1992          |
|             | الاتحاد البريدي العالمي                   | ?                            | ?                     |
|             | البنك الدولي للإنشاء والتعمير             | 25 فبراير 1993               | 25 فبراير 1993        |
|             | اتفاقية السماوات المفتوحة                 | ?                            | ?                     |
|             | الاتحاد الدولي للاتصالات                  | 20 أكتوبر 1992               | 16 يونيو 1992         |
|             | منظمة حظر الأسلحة الكيميائية              | ?                            | ?                     |
|             | مؤسسة التمويل الدولية                     | 25 فبراير 1993               | 25 فبراير 1993        |
|             | المنظمة الأوروبية لسلامة الملاحة الجوية   | 2004                         | 1995                  |
|             | المركز الدولي لتسوية المنازعات الاستشارية | 13 يونيو 1997                | 6 أبريل 1994          |
|             | منظمة الشرطة الجنائية الدولية             | ?                            | ?                     |
|             | منظمة الأمن والتعاون في أوروبا            | 30 أبريل 1992                | 24 مارس 1992          |

## أعلام
هذه قائمة لبعض الشخصيات التي تربطها علاقات بالبلدين:

## وصلات خارجية
- موقع وزارة الخارجية البوسنية
- موقع وزارة الخارجية السلوفينية